# Lijst van beschermd erfgoed in de gemeente Käerjeng
In deze lijst van beschermd erfgoed in de gemeente Bascharage zijn alle geclassificeerde nationale monumenten van de Luxemburgse gemeente Käerjeng opgenomen.

## Monumenten per plaats

### Clemency
| Object           | Bouwjaar/architect | Locatie      | Datum beschermd?      | Coördinaten                   | Afbeelding |
| ---------------- | ------------------ | ------------ | --------------------- | ----------------------------- | ---------- |
| Kasteel Clemency |                    |              | 21 december 2007 (MN) | 49° 35' 53" NB, 5° 52' 28" OL |            |
| Kerk en kerkhof  |                    |              | 8 maart 1984 (IS)     | 49° 35' 54" NB, 5° 52' 27" OL |            |
| Huis             |                    | 2, rue basse | 5 juni 2012 (IS)      | 49° 35' 41" NB, 5° 52' 40" OL |            |

### Fingig
| Object                 | Bouwjaar/architect | Locatie | Datum beschermd?     | Coördinaten                  | Afbeelding |
| ---------------------- | ------------------ | ------- | -------------------- | ---------------------------- | ---------- |
| Kapel met bomen rondom |                    |         | 8 december 1989 (IS) | 49° 36' 10" NB, 5° 54' 3" OL |            |

### Hautcharage(Uewerkäerjeng)
| Object                      | Bouwjaar/architect | Locatie                                              | Datum beschermd?      | Coördinaten                   | Afbeelding |
| --------------------------- | ------------------ | ---------------------------------------------------- | --------------------- | ----------------------------- | ---------- |
| Pastorie                    |                    | rue de l'église                                      | 15 juni 2007 (MN)     |                               |            |
| Voormalige boerderij        |                    | rue de la gare 3                                     | 27 juni 2008 (MN)     |                               |            |
| gebouw                      |                    | rue Origer 10 (hoek rue Origer/rue de la Libération) | 31 juli 2009 (MN)     | 49° 34' 34" NB, 5° 54' 32" OL |            |
| Kapel met crucifix uit hout |                    | Nieft 51, rue de Bascharage                          | 13 december 1983 (IS) |                               |            |
| gebouw                      |                    | rue du X-Septembre 1                                 | 14 mei 1991 (IS)      | 49° 34' 36" NB, 5° 54' 33" OL |            |
| Kerk van Hautcharage        |                    |                                                      | 28 januari 1971 (IS)  |                               |            |

### Linger(Lénger)
| Object | Bouwjaar/architect | Locatie                          | Datum beschermd? | Coördinaten | Afbeelding |
| ------ | ------------------ | -------------------------------- | ---------------- | ----------- | ---------- |
|        |                    | rue de la Libération 13 [nu: 37] | 14 mei 1991 (IS) |             |            |

## Bron
- Liste des immeubles et objets classés monuments nationaux ou inscrits à l'inventaire supplémentaire